# Caicó
Caicó là một đô thị thuộc bang Rio Grande do Norte, Brasil. Đô thị này có diện tích 1228,574 km², dân số năm 2007 là 60674 người, mật độ 49,4 người/km².